# San Gregorio de Carro
San Gregorio de Carro o Mevir San Gregorio es una localidad uruguaya del departamento de San José.

## Ubicación
La localidad se encuentra situada en la zona norte del departamento de San José, sobre la ruta 3, en el kilómetro 140, al sur del arroyo San Gregorio, límite con el departamento de Flores.

## Población
La localidad cuenta con una población de 35 habitantes, según el censo del año 2011.
| 56            | 35 |
| (Fuente: INE) |    |